# مطار يانجي كالا
مطار يانجي كالا (بالإنجليزية: Yangi Qaleh Airport)‏ (إيكاو: OAYQ) هو مطار للاستخدام العام يقع بالقرب من يانجي كالا في ولاية تخار في أفغانستان.

## روابط خارجية
- سجل المطار لمطار Yangi Qaleh على Landings.com.